# HK Express
Hong Kong Express Airways Limited ou HK Express (Chinois: 香港快運航空公司, auparavant 港聯航空) est une compagnie aérienne à bas prix basée à Hong Kong qui exploite des vols réguliers vers le Japon, la Corée du sud et des destinations asiatiques.  La compagnie a été fondée en 2004 et a été transformée en une compagnie à bas prix en octobre 2013 sous le nom de « HK Express ».
Ses anciennes filiales, Heli Express et East Asia Airlines, sont basées respectivement à Hong Kong et Macao et offrent des vols en hélicoptères entre Hong Kong, Macao et Shenzhen.

### Les débuts

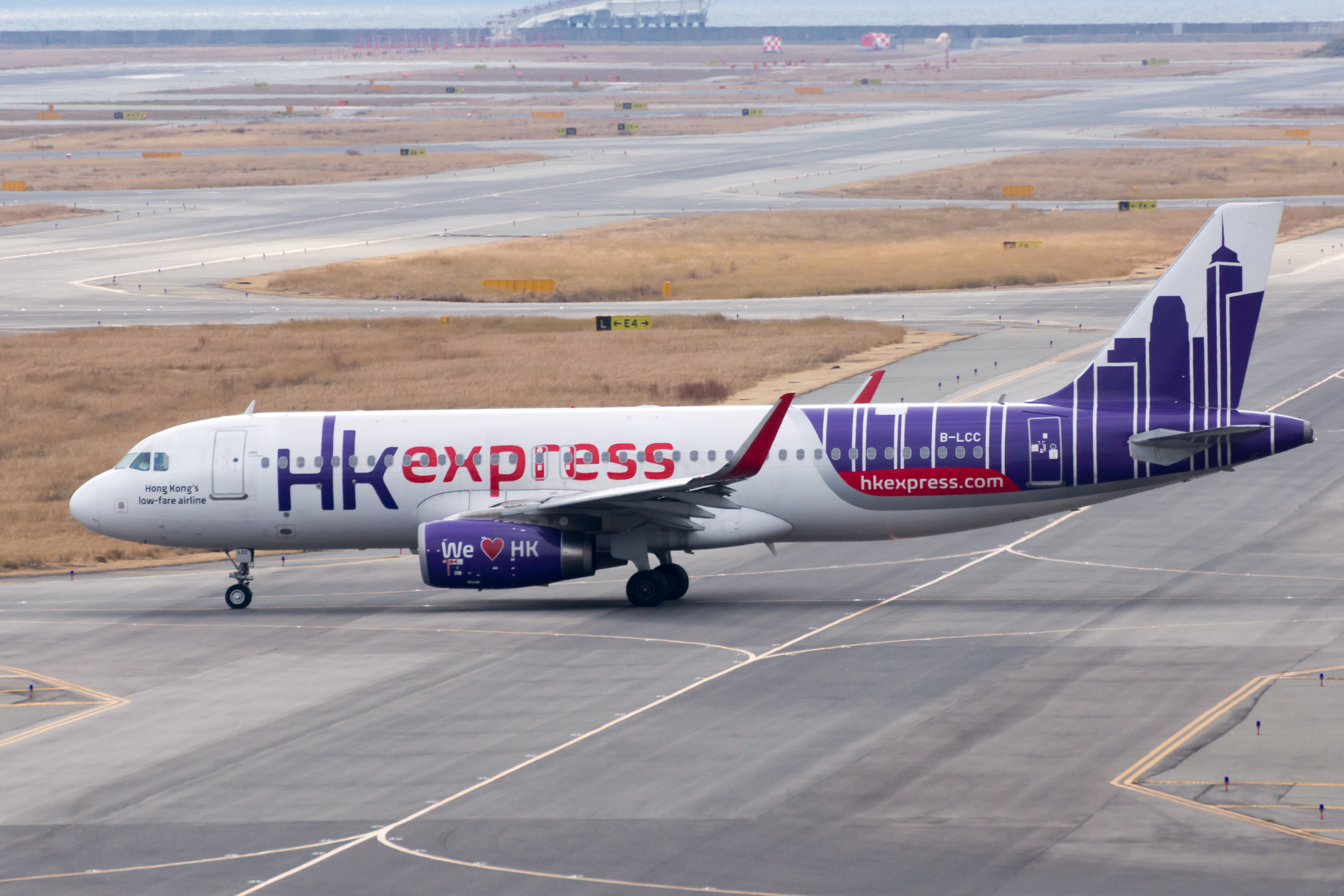
A320 de HK Express

## Destinations

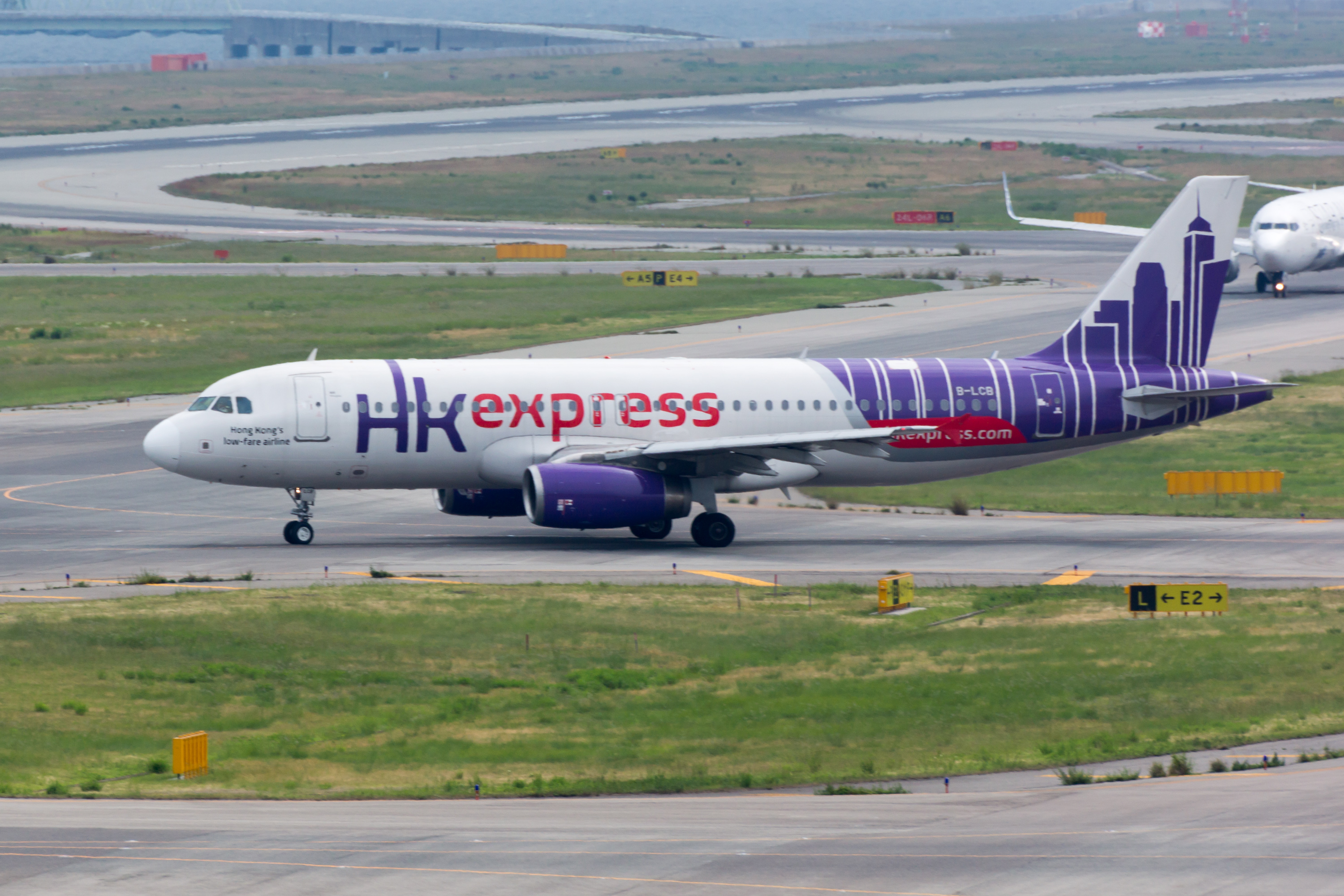
Airbus A320 de la compagnie

- Hong Kong HUB
- Chine: Kunming
- Taïwan: Taichung, Hualien
- Japon: Fukuoka, Hiroshima, Ishigaki, Kagoshima, Nagoya, Ōsaka, Takamatsu, Tokyo
- Corée du Sud: Séoul
- Thaïlande: Chiang Mai, Phuket
- Malaisie: Kota Kinabalu, Penang

## Flotte
En décembre 2024, HK Express exploite une flotte de :

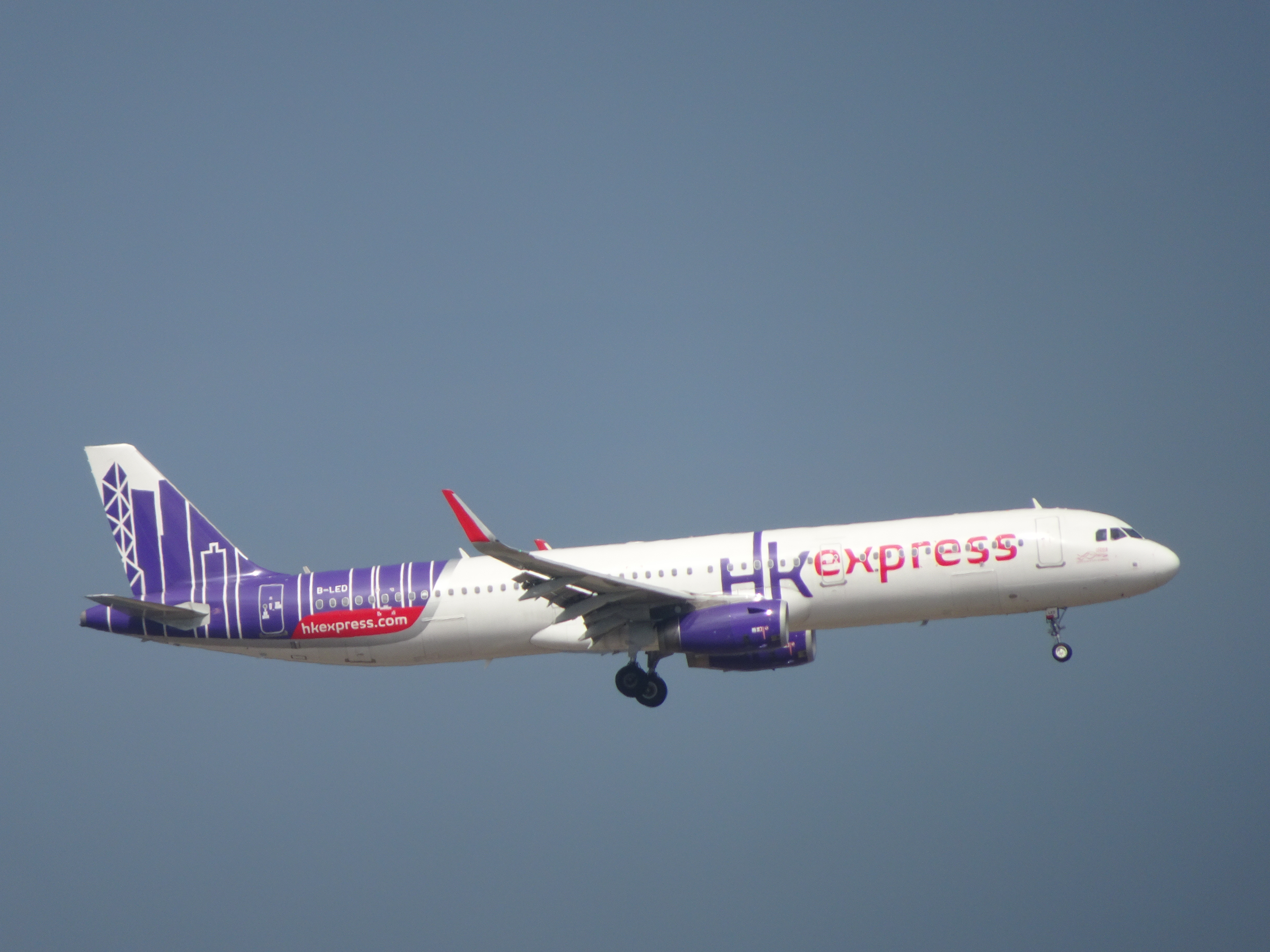
A321 de la compagnie en phase d'approche

La compagnie a par le passé exploité les avions suivants :
- Boeing 737-800
- Embraer ERJ-170